# Batesböckchen

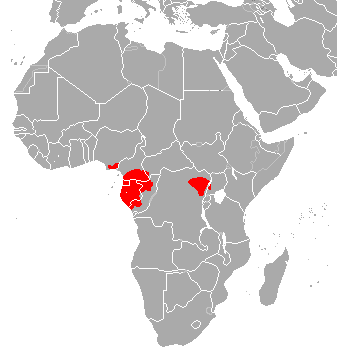
Das dreigeteilte Verbreitungsgebiet des Batesböckchens

Das Batesböckchen (Nesotragus batesi) ist eine Zwergantilope, die in drei geografisch voneinander getrennten Populationen in den Regenwäldern Zentralafrikas verbreitet ist. Eine kommt zwischen dem Nigerdelta und dem Unterlauf des Cross Rivers im Südosten Nigerias vor, die zweite lebt in Kamerun südlich des Sanaga, in Gabun, in Mbini, im Westen der Republik Kongo und in einem kleinen westlich des Sangha gelegenen Gebiet der Zentralafrikanischen Republik und die dritte kommt im Nordosten der Demokratischen Republik Kongo und in einem kleinen Gebiet im Westen von Uganda vor. Der Name Batesböckchen ehrt den US-amerikanischen Zoologen George Latimer Bates (1863–1940).

## Merkmale
Das Batesböckchen sieht dem Kleinstböckchen (Neotragus pygmaeus) sehr ähnlich, ist mit einer Kopf-Rumpf-Länge von 49 bis 62 cm, einer Schulterhöhe von 28 bis 33 cm und einem Gewicht von 2,2 bis 2,8 kg aber größer. Weibchen sind in der Regel etwas größer und schwerer als Männchen und die Batesböckchen im Osten des Verbreitungsgebietes sind etwas größer als die im Westen. Nur die Männchen tragen kleine, spitze Hörner. Die Hörner sind im Durchschnitt 3,2 cm lang und glatt. Die längsten gemessenen Hörner waren 5,5 cm lang. Die Hornbasen sind geriffelt. Der Schwanz ist etwa 9 cm lang. Über den Hüften sind Batesböckchen etwas häher als an den Schultern. Die Beine sind lang und dünn. Nebenhufe fehlen. Die Ohren sind relativ groß und abgerundet, mit weitgehend haarlosen Innenseiten und dunklen Außenseiten. Das Fell ist glänzend rötlich-braun und auf dem Rücken etwas dunkler als auf den Flanken. Die Kopfoberseite ist dunkelbraun bis schwärzlich. Das Kinn und die Kopfunterseite sind weiß. Der Schwanz ist auf der Ober- und der Unterseite braun. Die Zahnformel lautet: {\displaystyle {\frac {0.0.3.3}{3.1.3.3}}}

## Lebensraum
Batesböckchen leben in Sekundärwälder, an Waldrändern und anderen Waldregionen mit dichtem Unterwuchs. Alte Primärwälder mit hohen Bäumen und wenig Unterwuchs meiden sie. Die Zwergantilopen halten sich oft auch in der Nähe menschlicher Siedlungen auf Kakao-, Kaffe-, und Bananenplantagen, sowie auf Erdnuss- und Maniokfeldern auf. Die Verbreitung der Tiere wird durch den jährlichen Regenfall, besonders während der Trockenzeit begrenzt. Im Durchschnitt leben 1,5 bis 2,2 Individuen auf einem Gebiet von einem km², in besonders günstigen Gebieten können es auch 35 bis 75 Individuen pro km² sein.

## Lebensweise

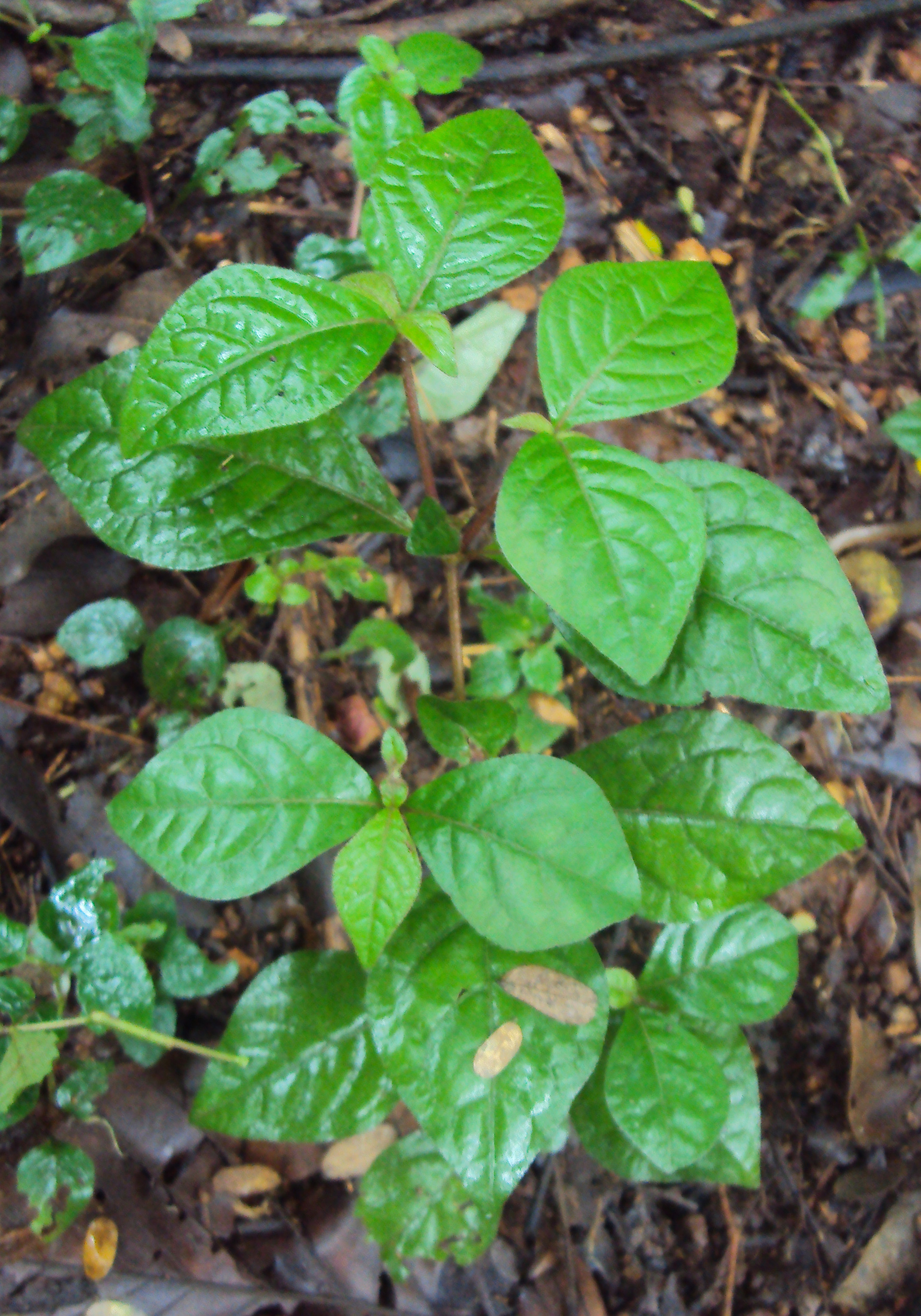
Cyathula prostrata gehört zu den Nahrungspflanzen des Batesböckchens

Batesböckchen sind vor allem dämmerungs- und nachtaktiv und verbringen den Tag verborgen zwischen Vegetation die deutlich höher ist als sie selbst. Sie leben vor allem einzelgängerisch. Bei 76 % von 399 Sichtungen im nördlichen Gabun sah man nur ein einzelnes Tier, Paare wurden bei 23 % der Sichtungen beobachtet und drei Exemplare waren es nur bei 1 % der Sichtungen. Batesböckchen ernähren sich von Blättern und fressen in der Regel das ganze Blatt. Nur von sehr großen Blättern erden Stücke abgebissen. Sie können bis zu einer Höhe von 45 cm äsen und bevorzugen deshalb die Blätter junger Schößlinge von Bäumen und Lianen. Farnblätter werden seltener gefressen. Bei der Nahrungssuche orientieren sie sich wahrscheinlich teilweise nach ihrem Geruchssinn. Batesböckchen vermehren sich das ganze Jahr über, eine Häufung von Geburten gibt es während der Regenzeit, wenn das Nahrungsangebot für die säugenden Muttertiere am günstigsten ist. Die Tragzeit liegt bei ca. 210 Tagen. Die Jungtiere wiegen bei der Geburt etwa 500 g. Ihre ersten Lebenstage verbringen sie verborgen in dichter Vegetation und werden vom Weibchen nur zum Säugen aufgesucht. Männchen werden mit einem Alter von 8 bis 18 Monaten geschlechtsreif, Weibchen sind dann etwa 16 Monate alt.

## Gefährdung
Das Batesböckchen gilt als ungefährdet.